# شارلمان
شَرلمان (بالفرنسية: Charlemagne) أو شارل الكبير (بالألمانية: Karl der Große) أو قارلة (كما سماه قدماء العرب)، هو ملك الفرنجة وحاكم إمبراطوريتهم بين الأعوام 768 و800 للميلاد. وهو إمبراطور الإمبراطورية الرومانية المقدسة بين الأعوام 800 و 814 ميلادية، والابن الأكبر للملك بيبين الثالث من سلالة الكارولنجية. وفيما يُعد بيبين القصير (الذي حَكَم بين عامي 751 و 768) مؤسس حكم الأسرة الكارولنجية، يعتبر ابنه شرلمان (الذي حَكَم بين عامي 768 و 814) أول «إمبراطور روماني مقدس». 

## حكمه

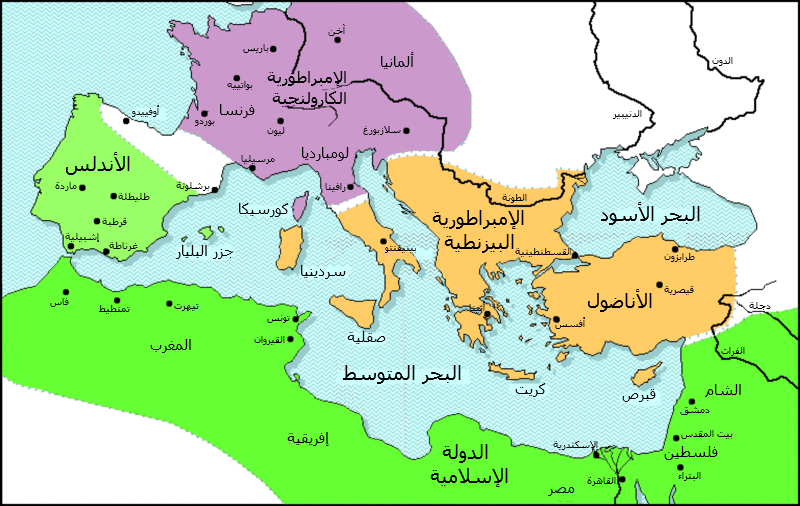
الأربعة ممالك الكبرى في عام 800 بعد الميلاد : الدولة العباسية وعاصمتها بغداد (أخضر) والدولة الأموية (أخضر فاتح) في الأندلس إمارة قرطبة، والكاروليجية (بنفسجي)، والدولة البيزنطية (بني).

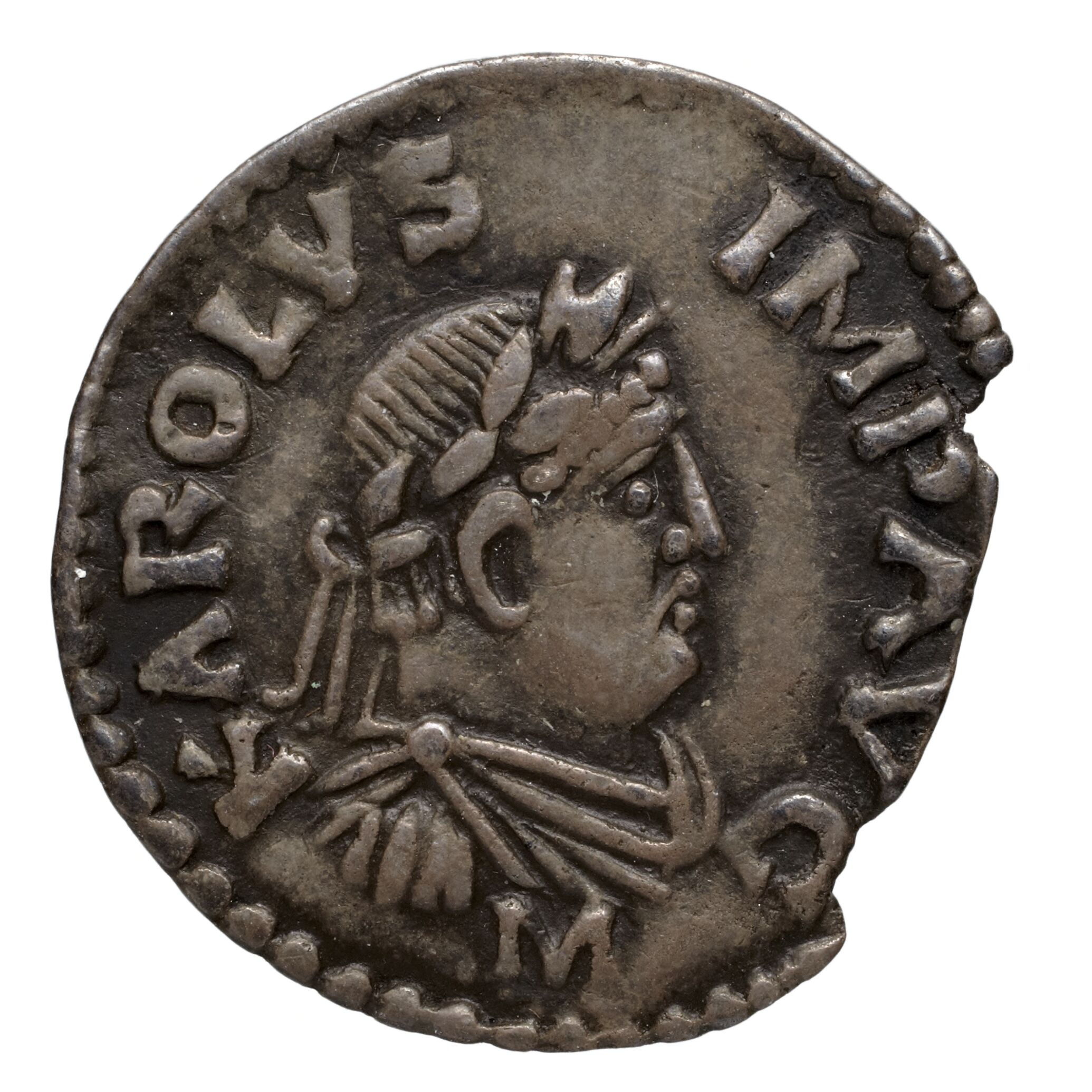
عمله فضيه نقشت عليها صورة شارلمان

حكم مملكة الفرنجة (الإمبراطورية الكَرولِنجية) مناصفة مع شقيقه كرلُمان حتى موت الأخير عام 771 م. عندها أمسى شرلمان الملك الوحيد لشعبه، شن حملات واسعة للسيطرة على الأراضي الأوربية المجاورة لمملكته ولتبشيرها بالمسيحية. فهزم اللُمبَرديين في شمال إيطاليا وضم إقطاعياتهم عام 774 م، وحاول طرد المسلمين من إسبانيا ولكنه فشل في ذلك عام 778 م، ونجح في السيطرة على بافاريا عام 778 م.
حارب شرلمان السكسون لسنوات عديدة فهزمهم وأدخلهم في المسيحية عام 804 م، وأخضع أيضا الآفاريين المقيمين على الدانوب وسيطر على العديد من الدول السلافية. وهكذا تمكن من إنشاء إمبراطورية ضمت معظم الأراضي المسيحية في أوروبا الغربية باستثناء الجزيرة البريطانية، جنوب إيطاليا وجزء من شمال إسبانيا، حيث كان يجاورها حكم الدولة الأموية في الأندلس.
في يوم عيد الميلاد عام 800 م توّجه البابا لاون الثالث إمبراطورًا لما سمي بالإمبراطورية الرومانية المقدسة، واختار الإمبراطور مدينة آخن الألمانية لتكون عاصمته حيث بنى فيها تحف معمارية شتى لا يزال قسم منها قائمًا حتى اليوم.
دعا شرلمان الكثير من العلماء والأدباء والشعراء لمساعدته في البدء بنهضة دينية ثقافية في أوروبا عرفت بالنهضة الكَرولنجية. كما سن أيضا القوانين ونظم الأمور الإدارية في إمبراطوريته وأدخل الكتابة في الشؤون الحكومية.
خلفه بعد موته ابنه لويس الورع والذي كان شرلمان قد سبق وتوجه على العرش.

## الإمبراطورية الكرولنجية

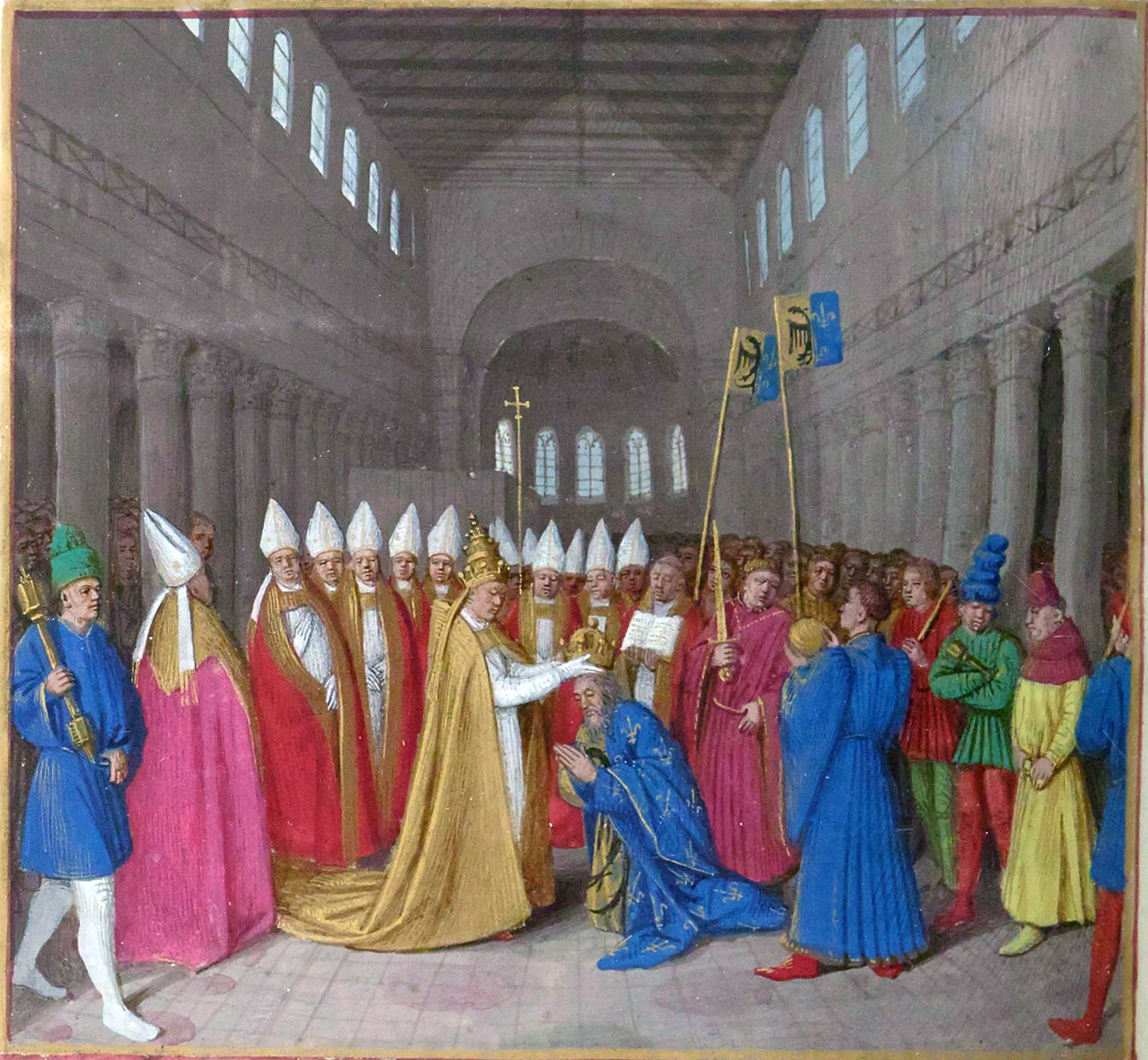
البابا لاون الثالث يتوج شارلمان إمبراطوراً للرسام الفرنسي جان فوكيه

الإمبراطورية الكرولنجية هو مصطلح يستخدم أحيانًا للإشارة إلى إمبراطورية الفرنجة تحت حكم سلالة الكَرولِنجيين من في وقت لاحق من شأنه أن يعتبر مؤسسو فرنسا والإمبراطورية الرومانية المقدسة. هذه الإمبراطورية على هذا النحو يمكن اعتبار التاريخ في وقت لاحق من الفرنكيين أو في وقت مبكر من تاريخ فرنسا ومن الإمبراطورية الرومانية المقدسة، اعتمادا على منظور واحد.
عندما تستخدم عبارة الإمبراطورية الكرولنجية تشدد على تتويج البابا ليو الثالث شرلمان بوصفه إمبراطوراً في 800 م، ورغم أن هذا الواقع لا تشكل الإمبراطورية الجديدة لأن كلا تشارلز وكذلك أسلافه من حكام المملكة في وقت سابق من كانوا الفرنكيين. في الواقع، أُسِسَت الإمبراطورية خلال حياة جد شرلمان شارل مارتل. وبسبب هذا، فإن معظم المؤرخين يفضلون استخدام مصطلح «إمبراطورية الفرنجة» للإشارة إلى المنطقة التي تشمل أجزاء من اليوم ألمانيا وفرنسا في الفترة من القرن الخامس إلى القرن التاسع. وبالمثل فان السلالة لم تنته تاريخيا مع نهاية الإمبراطورية الكرولنجية بل استمرت لعدة قرون في الإمبراطورية الرومانية المقدسة. ومع ذلك تاريخيا يمكن أن يقال أن «الإمبراطورية الرومانية المقدسة الأولى» انتهت مع وفاة الإمبراطور الروماني المقدس تشارلز الثالث الدهن في 888 م، على الرغم من أن بعض الكَرولِنجيين نجحوا في كسب التاج الامبراطوري في أوقات لاحقة.

## سلطة البابا
كان ملك فرنسا «بيبين القصير» أول ملك أوروبي اعترف بسلطة البابا الزمنية، وثبتها من بعد الإمبراطور شرلمان. وظلت فرنسا تحمي تلك الدولة التي امتزجت فيها السلطتان الروحية بالزمنية.
هاجم بيبين القصير ملك فرنسا اللومبارديين بموجب أوامر من البابا ستيفن الثاني. ثم أصبحت رافينا تابعة لأراضي الدولة البابوية في عام 784م. وفي المقابل أعطى البابا أدريان إذن للملك شرلمان أن يأخذ ما يحب من رافينا، فنظم شرلمان ثلاث حملات لنهب رافينا مزيلا كميات هائلة من الأعمدة الرومانية والتماثيل والفسيفساء وغيرها من المواد المحمولة لإثراء عاصمته آخن.

## برشلونة
استغاث سليمان الأعرابي حاكم برشلونة المسلم بشرلمان عام 777 م لينصره على خليفة قرطبة. فما كان منه إلا أن سار على رأس جيش عبر به جبال البرتات، وحاصر مدينة بمبلونة المسيحية، وعامل البشكنس مسيحي أسبانيا الشمالية الكثُر معاملة الأعداء، وواصل زحفه حتى وصل إلى سرقسطة نفسها. غير أن الفتن الإسلامية التي وعد سليمان الأعرابي بإثارتها على الخليفة والتي كانت جزءًا من الخطة الحربية المدبرة لم يظهر لها أثر، ورأى شرلمان أن جيوشه بمفردها لا تستطيع مقاومة جيوش قرطبة، وترامى إليه أن السكسون ثائرون عليه وأنهم يزحفون وهم غضاب على كولوني (Cologne/Köln)، فرأى من حسن السياسة أن يعود بجيشه إلى بلاده، واخترق بهم في وصف طويل رفيع ممرات جبال البرانس. وبينما كان يعبر أحد هذه الممرات عند رُنسفال Roncesvalles من أعمال نافاري إذا انقضت على مؤخرة الفرنجة قوة من البشكنس، ولم تكد تبقى على أحد منها (778)، وهناك مات رولَند (Roland) النبيل الذي أصبح بعد ثلاثة قرون بطل القصيدة الفرنسية الذائعة الصيت أغنية رولان (Chanson de Roland). وسيَّر شرلمان في عام 795 م جيشًا آخر عبر جبال البرانس، واستولى به على شريط ضيق في شمالي أسبانيا الشرقي وضمه إلى فرنسيا Francia.
استسلمت له برشلونة، وأقرت أستراسيا ونبرة بسيادة الفرنجة عليهما (806 م). وكان شرلمان في هذه الأثناء قد أخضع السكسون لسلطانه (785 م)، وصد الصقالبة الزاحفين على بلاده (789 م)، وهزم الآفار وشتت شملهم (790 م-805 م)، ثم توفي في السنة الرابعة والثلاثين من حكمه والثالثة والستين من عمره.

## إدارة وحكم الدولة
كان على الدوام يحب شؤون الإدارة والحكم أكثر مما يحب الحرب، ولم ينزل إلى ميدان القتال إلا ليفرض على أوروبا الغربية -التي مزقتها منذ قرون طوال منازعات القبائل والعقائد- شيئاً من وحدة الحكم والعقيدة. وجعل الخدمة العسكرية شرطًا لامتلاك أكثر من الكفاف من الأملاك، وأوجب على كل حر إذا دُعي لحمل السلاح أن يمثل كامل العدة أمام الكونت المحلي، وكان كل عامل نبيل مسؤولًا أمامه عن كفاية وحداته. وكان بناء الدولة يقوم على هذه القوة المنظمة يؤيدها كل عامل نفساني تخلعه عليها قداسة صاحب الالذي باركه رجال الدين، وفخامة الاحتفالات الإمبراطورية، والطاعة التقليدية للحكم القائم الموطد الدعائم. وكانت تجتمع حول الملك حاشية من النبلاء الإداريين ورجال الدين ورئيس خدم البيت، وقاضي القضاة وقضاة حاشية القصر، ومائة من العلماء، والخدم، والكتبة.

## اشتراك الشعب في الحكم
كان شرلمان يعقد كل نصف عام اجتماعات يحضرها الملاك المسلحون، يجتمعون كلما تطلب اجتماعهم للشؤون الحربية أو غيرها في مدن ورمز، وفلنسين، وآخن، وجنيف وبربون. كانت هذه الاجتماعات تعقد عادة في الهواء الطلق. وكان شرلمان يعرض على جماعات قليلة من الأعيان أو الأساقفة ما عنده من الاقتراحات التشريعية، فكانت تبحثها وتعيدها إليه مشفوعة باقتراحاتها ثم يضع هو القوانين ويعرضها على المجتمعين ليوافقوا عليها بصياحهم؛ وكان يحدث في بعض الأحوال النادرة أن ترفضها الجمعية.

## تنظيم الدولة
كانت الدولة مقسمة إلى مقاطعات يحكم كل مقاطعة في الشؤون الروحية أسقف أو كبير أساقفة، وفي الشؤون الدنيوية قومس (باللاتينية: Comes) (رفيق للملك أو كونت. وكانت جمعية محلية من الملاك تجتمع مرتين أو ثلاث مرات كل سنة في عاصمة كل مقاطعة لتبدي رأيها في حكومة الإقليم وتكون بمثابة محكمة استئناف فيه. وكان للمقاطعات الواقعة على الحدود المعروضة للخطر حكام من طراز خاص يسمونهم غراف (بالألمانية: Graf) أو مارغراف (بالألمانية: Markgraf) أو مارخرتسوغ (بالألمانية: Markherzog)، فكان «رولان» (انظر نشيد رولند) مثلاً حاكم مقاطعة بريتان (بالفرنسية: Bretagne) وكانت كل الإدارات المحلية خاضعة لسلطان «مبعوثي السيد» (باللاتينية: missi dominici) الذين يرسلهم شرلمان يحملون رغباته للموظفين المحليين، ويطلعون على أعمالهم، وأحكامهم، وحساباتهم، ويمنعون الربا، والاغتصاب، والمحاباة، واستغلال النفوذ، ويتلقون الشكاوي، ويردون المظالم، ويحمون «الكنيسة، والفقراء، والذين تحت الوصاية، والشعب أجمع» من سوء استعمال السلطة أو الاستبداد، وأن يعرفوا الملك بأحوال مملكته. وكان العهد الذي عين بمقتضاه هؤلاء المبعوثون بمثابة عهد أعظم للشعب وضع قبل أن توضع ال«ماجنا كارتا» لحماية أشراف إنجلترا بأربعة قرون.

## تشريعات شرلمان
تعد القوانين الست والخمسون الباقية من تشريعات شرلمان من أكثر المجموعات القانونية طرافة في العصور الوسطى. فهي لا تكون مجموعة منتظمة، بل هي توسيع القوانين «الهمجية» الأقدم منها عهداً وتطبيقاً على الظروف والمطالب الجديدة. ولقد كانت في بعض تفاصيلها أقل استنارة من قوانين لوتبرند اللومبردي: فقد أبقت على عادات الكفارة عن الجرائم الكبرى، والتحكم الإلهي، والمحاكمة بالاقتتال، والعقاب ببتر الأعضاء، وحكمت بالإعدام على من يرتد إلى الوثنية، أو من يأكل اللحم في أيام الصوم الكبير-وإن كان يسمح لرجال الدين أن يخففوا هذه العقوبة الأخيرة-. ولم تكن هذه كلها قوانين، بل منها ما كان فتاوي، ومنها ما كان أسئلة موجهة من شرلمان إلى موظفيه، ومنها ما هو نصائح أخلاقية. وقد جاء في إحدى المواد: «يجب على كل إنسان أن يعمل بكل ما لديه من قوة وكفاية لخدمة الله وإتباع أوامره، لأن الإمبراطور لا يستطيع أن يراقب كل إنسان في أخلاقه الخاصة». وحاولت بعض المواد أن تقيم العلاقات الجنسية والزوجية بين أفراد الشعب على قواعد أكثر نظامًا مما كانت قبل، على أن الناس لم يطيعوا هذه النصائح كلها؛ ولكن القوانين والنصائح في مجموعها تنم عن جهود صادقة لتحويل الهمجية إلى حضارة.
وشرع شرلمان للزراعة، والصناعة، والشؤون المالية، والتعليم، والدين، كما شرع لشئون الحكم والأخلاق.

## العلاقات التجارية
كان حكم شرلمان في فترة انحطت فيها الحالة الاقتصادية في جنوبي فرنسا وإيطاليا إلى الحضيض من جراء سيطرة المسلمين على البحر المتوسط. وفي هذا يقول ابن خلدون إن المسيحيين لم يكن في وسعهم أن يسيروا لوحاً فوق البحر، وكانت العلاقات التجارية بأجمعها بين غربي أوروبا وأفريقية وشرقي البحر المتوسط غاية في الاضطراب. وكان اليهود وحدهم هم الذين يربطون النصفين المتعاديين من البلاد التي كانت أيام حكم روما عالمًا اقتصاديًا موحدًا. وبقيت التجارة قائمة في أوروبا الخاضعة لحكم الصقالبة وبيزنطية، وفي شمالها التيتوني. وكذلك كانت القناة الإنجليزية وكان بحر الشمال يموجان بالمتاجر، ولكن هذه التجارة الأخيرة أيضاً اضطربت أحوالها قبل موت شرلمان، وقد أوقعتها في هذا الاضطراب غارات أهل الشمال وقرصنتهم.
وكاد أهل الشمال يغلقون ثغور فرنسا الشمالية، والمسلمون في الدولة الأموية في الأندلس يغلقون ثغورها الجنوبية، حتى أضحت لهذا السبب جزيرة منفصلة عن العالم، وبلدًا زراعيًا، واضمحلت فيها طبقة التجار الوسطى، فلم تبق هناك طبقة تنافس كبار الملاك في الريف؛ وكان مما ساعد على قيام نظام الإقطاع في فرنسا هبات شرلمان للأراضي وانتصار الإسلام.
وبذل شرلمان جهودًا جبارة لحماية الفلاحين الأحرار من نظام رقيق الأرض الآخذ في الانتشار. ولكن قوة الأشراف والظروف القاهرة المحيطة به أحبطت جهوده. وحتى الاسترقاق نفسه اتسع نطاقه وقتاً ما نتيجة لحروب الكرولنجيين ضد القبائل الوثنية. وكانت أهم موارد الملك مزارعه الخاصة التي كانت مساحتها تتسع من حين إلى حين نتيجة المصادرة، والهبات، وعودة بعض الأراضي إلى الملك ممن يموتون بغير ورثة، واستصلاح الأراضي البور. وقد أصدر للعناية بهذه الأراضي قانوناً زراعياً مفصلاً أعظم تفصيل يشهد بعنايته التامة في بحث جميع موارد الدولة ومصروفاتها. وكانت الغابات والأراضي البور، والطرق العامة، والمواني وجميع ما في الأرض من معادن ملكاً للدولة (28). وشجع ما بقي في البلاد من تجارة بكافة السبل؛ فبسطت الدولة حمايتها على الأسواق، ووُضع نظام دقيق للموازين والمقاييس والأثمان، وجففت المكوس، ومُنعت المضاربات على المحاصيل قبل حصادها، وأنشئت الطرق والجسور أو أصلحت، وأنشئ جسر عظيم على نهر الرين عند مينز، وطهرت المسالك المائية لتبقى مفتوحة على الدوام، واختطت قناة تصل الرين بالدانوب حتى يتصل بحر الشمال بالبحر الأسود. وحافظت الدولة على ثبات النقد، ولكن قلة الذهب في فرنسا واضمحلال التجارة أدّيا إلى استبدال الجنيه الفضي بجنيه شارلمان المعروف باسم السوليدس Solidus.
وامتدت جهود الملك وعنايته إلى كل ناحية من نواحي الحياة، فأسمى الرياح الأربع بأسمائها التي تعرف بها الآن؛ ووضع نظامًا لإعانة الفقراء، وفرضَ على النبلاء ورجال الدين ما يلزمه من المال لهذا المشروع، ثم حرم التسول وجعله جريمة يعاقب عليها القانون.

## التعليم
هال شرلمان انتشار الأمية في أيامه حتى لا يكاد أحد يعرف القراءة والكتابة غير رجال الدين، كما هاله انعدام التعليم بين الطبقات الدنيا من هذه الطائفة، فاستدعى علماء من الأجانب لإعادة مدارس فرنسا إلى سابق عهدها؛ فأغرى بولس الشماس على أن يأتي إليه من منتي كسينو، وألكوين من يورك (782)، ليعلما في المدرسة التي أنشأها شرلمان في القصر الملكي بآخن. وكان ألكوين هذا (735-804) رجلاً سكسونياً، ولد بالقرب من مدينة يورك، وتعلم في مدرسة الكتدرائية وهي المدرسة التي أنشأها الأسقف إجبرت في تلك المدينة، وقد كانت بريطانيا وأيرلندا في القرن الثامن متقدمتين من الناحية الثقافية عن فرنسا. ولما بعث أفا Offa ملك مرسية Mercia ألكوين في بعثة إلى شرلمان، ألح شرلمان على ألكوين أن يبقى عنده، وسر ألكوين أن يخرج من إنجلترا حين كان «الدنمرقيون يتلفون أرضها، ويدنسون الأديرة بما يرتكبونه فيها من الزنى»(30)، فآثر البقاء، وبعث إلى إنجلترا وغيرها من البلاد في طلب الكتب والمعلمين، وسرعان ما أضحت مدرسة القصر مركزاً نشيطاً من مراكز الدرس، ومراجعة المخطوطات ونسخها، كما أضحت مركزاً لإصلاح نظم التربية إصلاحًا عم جميع المملكة. وكان من بين طلابها شرلمان نفسه، وزوجته لوتغرد (Liutgard)، وأولاده وابنته جيزلة (Gisela)، وأمين سره إجنهرد (Eginhard)، وإحدى الراهبات، وكثيرون غيرهم، وكان أكثرهم شغفًا بالتعليم؛ فكان يحرص على العلم حرصه على تملك البلاد، يدرس البلاغة وعلوم الكلام، والهيئة؛ ويقول إجنهرد إنه بذل جهودًا جبارة ليتعلم الكتابة «وكان من عادته أن يحتفظ بالألواح تحت وسادته، حتى يستطيع في أوقات فراغه أن يمرن يده على رسم الحروف؛ ولكن جهوده هذه لم تلق إلا قليلاً من النجاح لأنه بدأ هذه الجهود في سني حياته». ودرس اللاتينية بنهم شديد، ولكنه ظل يتحدث بالألمانية مع أفراد حاشيته؛ وقد وضع كتابًا في نحو اللغة الألمانية وجمع نماذج من الشعر الألماني القديم.
ولما ألح ألكوين على شرلمان، وبعد أن قضى في مدرسة القصر ثمة سنين، أن ينقله إلى بيئة أكثر منها هدوءًا، عينه الملك على كره منه رئيساً لدير تور (796)؛ وهناك حشد ألكوين الرهبان لينقلوا نسخًا من الترجمة اللاتينية المتداولة للتوراة والإنجيل التي قام جيروم أحد آباء الكنيسة اللاتين، ومن الكتب اللاتينية القديمة، بحيث تكون أكثر دقة من النسخ المتداولة وقتئذ. وحذت الأديرة الأخرى حذو هذا الدير، وبفضل هذه الجهود كانت كثير من أحسن ما وصل إلينا من النصوص القديمة من مخطوطات هذه الأديرة في القرن التاسع الميلادي؛ وقد احتفظ لنا رهبان العصر الكرولنجي بما لدينا من الشعر اللاتيني كله تقريباً عدا شعر كاتلس (Catullus)، وتيبلس (Tibullus)، وبروبرتيوس (Propertius)، وبما لدينا من النثر اللاتيني كله تقريباً ما عدا كتابات فارو (Varro)، وتاسيتُس (Tacitus) وأبوليوس (Apuleius). وكانت كثير من المخطوطات الكرولنجية جميلة الزخرفة يزينها فن الرهبان وصبرهم الطويل، وكان من آثار هذه الكتب المزخرفة التي أخرجتها مدرسة القصر أناجيل «فينا» التي كانت أباطرة ألمانيا المتأخرون يقسمون عليها أيمان تتويجهم.
وأصدر شرلمان في عام 787 إلى جميع أساقفة فرنسا ورؤساء أديرتها «توجيهات لدراسة الآداب»، يلوم فيها رجال الدين على ما يستخدمونه من «اللغة الفظة» و«الألسنة غير المهذبة» ويحث كل كنيسة ودير على إنشاء مدارس يتعلم فيها رجال الدين على السواء القراءة والكتابة. ثم أصدر توجيهات أخرى في عام 789 يدعو فيها مديري هذه المدارس أن «يحرصوا على ألا يفرقوا بين أبناء رقيق الأرض وأبناء الأحرار، حتى يمكنهم أن يأتوا ويجلسوا على المقاعد نفسها ليدرسوا النحو، والموسيقى، والحساب». وفي عام 805 صدرت تعليمات أخرى تهيئ لهذه المدارس تعليم الطب، وتعليمات غيرها تندد بالخرافات الطبية. ومما يدلنا على أن أوامره لم تذهب أدراج الرياح كثرة ما أنشئ في فرنسا وألمانيا الغربية من مدارس في الكنائس والأديرة؛ فلقد أنشأ ثيودُلف (Theodulf) أسقف أورليان مدارس في كل أبرشية من أسقفيته، رحب فيها بجميع الأطفال على السواء، وحرم على القساوسة الذين يتولون التدريس أن يتناولوا أجوراً (33). ونشأت مدارس هامة، متصلة كلها تقريباً بالأديرة، في خلال القرن التاسع في تور، وأُكسير (Auxerre)، وبافيا، وسانت جول (Sankt Gallen)، وفلدة (Fulda)، وغنت (Ghent) وغيرها من المدن. وأراد شرلمان أن يوفر حاجة هذه المدارس إلى المعلمين، فاستقدم العلماء من أيرلندا، وبريطانيا، وإيطاليا، ومن هذه المدارس نشأت في المستقبل الجامعات الأوربية.
كان هذا البعث المدرسي أشبه بيقظة الأطفال منه بالنضوج الثقافي الذي كان قائماً وقتئذ في القسطنطينية، وبغداد، وقرطبة، فلم يثمر هذا البعث كتاباً كباراً من أي نوع كان. وكتابات ألكوين الشكلي مملة، مقبضة، خانقة؛ وليس فيها ما ينفي عنه تهمة التحذلق والتباهي بالعلم، وتدل على أنه إنسان لطيف يستطيع أن يوفق بين السعادة والتقي؛ وليس فيها ما يدل على هذا وينفي ذاك إلا بعض وسائله وأبيات من شعره. ولقد أنشأ كثير من الناس أشعاراً في أثناء هذه النهضة العلمية القصيرة الأجل، منها قصائد ثيودُلف التي فيها قدر كاف من الجمال على طريقتها الضعيفة الخاصة بها. غير أن الأثر الأدبي الخالد الوحيد الذي خلفه ذلك العهد هو الترجمة المختصرة البسيطة لشرلمان التي كتبها اجنهارد. وهي تحذو حذو كتاب ستونيوس Suetonius حياة القياصرة (Lives of the Caesars)، بل الكتاب الأول ليقتطف بعض فقرات من الثاني يصف بها شرلمان. على أننا يجب أن نغفر كل شيء للمؤلف الذي يصف نفسه في تواضع جم بأنه «همجي، لا يعرف إلا قليلاً من لسان الرومان»، وما من شك رغم هذا الاعتراف في أنه رجل عظيم المواهب، لأن شرلمان عيّنَه أستاذًا لقصره، وخازنًا لبيت ماله، واتخذه صديقًا مقربًا له، واختاره ليشرف على الكثير من العمائر في حكمه الإنساني العظيم، ولعله قد اختاره لتخطيطها.

## قصور الإمبراطور
شيدت قصور للإمبراطور في «إنغلهايم» و«نيميغن»، وأقام في آخن (على الحدود بين فرنسا وألمانيا، وتتبع ألمانيا الآن) عاصمته المحببة القصر والكتدرائية الذائعي الصيت الذين تعرضا لأكثر من ألف عام من الأخطار وظلا قائمين حتى دمرتهما قنابل الحرب العالمية الثانية. أقام مهندسون مجهولون تلك الكنيسة على نمط «كنيسة سان فيتالي ب رافينا» (بالإيطالية: Basilica di San Vitale) وهي التي أقيمت على غرار الكنائس البيزنطية السورية؛ فكانت النتيجة أن وجدت كنيسة شرقية المعمار في الغرب. وأقيمت فوق البناء المثمن قبة مستديرة، وقسم البناء من الداخل عدة أقسام بطابقين من عمد مستديرة «وزينت بمصابيح من الذهب والفضة، وحظارٍ، وأبواب من البرونز المصمت، وأعمدة وبوارق جيء بها من روما ورافنا»(35)، كما زينت القبة بنقش فسيفسائي ذائع الصيت يوحي بروح الشرق.

## الكنيسة
وكان شرلمان سخياً غاية السخاء على الكنيسة، ولكنه مع هذا جعل نفسه سيدها، واتخذ من عقائدها ورجالها أدوات لتعليم الناس وحكمهم. وكانت كثرة رسائله متعلقة بشئون الدين، فكان يقذف الفاسدين من موظفيه والقساوسة الدنيويين بعبارات مقتبسة من الكتاب المقدس؛ وإن ما في أقواله من القوة لينفي عنه مظنة أن تقواه كانت خدعة سياسية. فقد كان يبعث بالمال إلى المسيحيين المنكوبين في البلاد الأجنبية، وكان يصر في مفاوضاته مع الحكام المسلمين على أن يراعوا العدالة في معاملة رعاياهم المسيحيين (36). وكان للأساقفة شأن كبير في مجالسه، وجمعياته، ونظامه الإداري، ولكنه كان ينظر إليهم، رغم احترامه الشديد لهم، على أنهم عماله بأمر الله، ولم يكن يتردد في أن يصدر أوامره لهم، حتى في المسائل المتعلقة بالعقائد أو الأخلاق. ولقد ندد بعبارة الصور والتماثيل حين كان البابوات يدافعون عنها، وطلب إلى كل قس أن يبعث إليه بوصف مكتوب لطريقة التعميد في أبرشيته، ولم تكن توجيهاته للبابوات أقل من هداياه لهم، وقضى على ما يحدث في الأديرة من تمرد، ووضع نظاماً للرقابة الصارمة على أديرة النساء ليمنع "الدعارة، والسكر، والشره" بين الراهبات. سأل القساوسة في أمر وجهه لهم عام 811 عما يقصدون بقولهم إنهم ينبذون العالم على حين "أننا نرى" بعضهم يكدحون يوماً بعد يوم بجميع الوسائل، ليزيدوا أملاكهم، فتارة يتخذون التهديد بالنار الأبدية وسيلة يستخدمونها لأغراضهم الخاصة، وتارة يعدون الناس بالنعيم السرمدي لهذه الأغراض نفسها، وطوراً يسلبون السذج أموالهم باسم الله أو اسم أحد القديسين، ويلحقون بذلك أعظم الضرر بورثتهم الشرعيين". على أنه رغم هذا قد أبقى لرجال الدين محاكمهم الخاصة، وأمر بأن يؤدي إلى الكنيسة عشر غلة الأرض، وجعل لرجال الدين الإشراف على شؤون الزواج، والوصايا، وأوصى هو نفسه بثلثي ضياعه لأسقفيات مملكته (37)، ولكنه كان يطلب إلى الأساقفة بين الفينة والفينة أن يقدموا "هبات" قيمة لتساعد على الوفاء بنفقات الحكومة.

## الإمبراطورية الرومانية المقدسة
وقد أثمر هذا التعاون الوثيق بين الكنيسة والدولة فكرة من أجلّ الأفكار في تاريخ الحكم: ألا وهي استحالة دولة شرلمان إلى الإمبراطورية الرومانية المقدسة التي تستند إلى كل ما كان لروما الإمبراطورية والبابوية من هيبة، وقداسة، واستقرار. ولقد كان البابوات من زمن طويل يستنكرون خضوع أقاليمهم إلى بيزنطية التي لا تصد عنها غارة ولا تقر فيها أمناً، وكانوا يشاهدون خضوع البطارقة المتزايد إلى إمبراطور القسطنطينية ويخشون أن تضيع حريتهم هم أيضاً. ولسنا نعرف من الذي لاحت له فكرة تتويج شرلمان إمبراطوراً رومانياً على يد البابا أو منذا الذي وضع خطة هذا التتويج، وكل ما نعرفه أن ألكوين، وثيودولف وغيرهما من الملتفين حوله قد تناقشوا في إمكانه، ولعلهم هم الذين خطوا فيه الخطوة الأولى، أو لعل مستشاري البابا هم الذي فكروا في هذا الأمر. وقامت في سبيل تنفيذه صعاب شديدة: فقد كان إمبراطور الروم يلقب وقتئذ بلقب الإمبراطور الروماني، وكان أحق الناس من الوجهة التاريخية بذلك اللقب، ولم يكن للكنيسة حق معترف به في حمل الألقاب أو نقلها من شخص إلى آخر، ولربما كان منح اللقب لشخص منافس لبيزنطية سبباً في إشعال نار حرب عاجلة عوان بين المسيحيين في الشرق وإخوانهم في الغرب، حرب تترك أوروبا المخربة غنيمة سهلة للفتوح الإسلامية. غير أن الأمر قد سيره بعض التيسير إن إيريني جلست على عرش أباطرة الروم (797)، فقد قال البعض وقتئذ إنه لم يعد هناك إمبراطور روماني، وإن الباب أصبح مفتوحاً لكل من يطالب باللقب، فإذا ما نفذت هذه الخطة الجريئة قام مرة أخرى إمبراطور روماني في الغرب، تقوى به المسيحية اللاتينية وتتوحد، فتستطيع مقاومة انشقاق بيزنطية وتهديد المسلمين ولعل ما في اللقب الإمبراطوري من رهبة وسحر يمكن أوروبا الهمجية من أن تعود أدراجها خلال القرون المظلمة وترث حضارة العالم القديم وثقافته وتنشر المسيحية في ربوعه.
وحدث في السادس والعشرين من ديسمبر عام 795 أن اختير ليو الثالث بابا؛ ولم يكن شعب روما يحبه، وكان يتهمه بعدة فعال خبيثة، ثم هاجمه العامة في الخامس والعشرين من إبريل عام 799، وأساءوا معاملته، وسجنوه في دير. لكنه هرب من سجنه، وفر إلى شرلمان في بادربورن وطلب إليه أن يحميه. وأحسن الملك استقباله، وأعاده إلى رومة مع حرس مسلح، وأمر البابا ومتهميه أن يمثلوا أمامه في تلك المدينة في العام المقبل. ودخل شرلمان العاصمة القديمة بموكب فخم في الرابع والعشرين من نوفمبر عام 800، واجتمعت في أول ديسمبر جمعية من الفرنجة الرومان، واتفقت على إسقاط التهم الموجهة إلى ليو إذا ما أقسم يميناً مغلظة على أنه لم يرتكبها. وأقسم ليو اليمين وتهيأت السبيل إلى إقامة احتفال فخم بعيد الميلاد. فلما أقبل ذلك اليوم ركع شرلمان للصلاة أمام مذبح القديس بطرس بالعباءة اليونانية القصيرة والصندلين، وهما اللباس الذي كان يرتديه كبراء الرومان، ثم أخرج ليو على حين غفلة تاجاً مطعماً بالجواهر ووضعه على رأس الملك. ولعل المصلين كانوا قد علموا من قبل أن يفعلوا ما توجبه عليهم الشعائر القديمة التي يقوم بها كبراء الشعب الروماني لتأييد هذا التتويج، فنادوا ثلاث مرات: «ليحي شارل الأفخم، الذي توجه الله إمبراطوراً عظيماً للرومان لينشر بينهم السلام!». ومسح رأس الملك بالزيت المقدس، وحيا البابا شرلمان ونادى به إمبراطوراً وأغسطس، وتقدم إليهم بمراهم الولاء التي ظلت محتفظاً بها للإمبراطور الشرقي منذ عام 476.
وإذا جاز لنا أن نصدق اجنهارد، فإن شرلمان قد قال له إنه ما كان ليدخل الكنيسة لو أنه عرف أن ليو ينوي تتويجه إمبراطوراً. ولربما كان قد عرف الخطة بوجه عام، ولكنه لم يرض عن السرعة التي تمت بها والظروف المحيطة بها وقت إتمامها؛ ولعله لم يكن يسره أن يتلقى التاج من البابا، فيفتح بقبوله منه باباً للنزاع الذي دام قروناً طوالاً بين البابا والإمبراطور، وأيهما أعظم مكانة وأقوى سلطاناً: المعطي: أو آخذ العطية؛ ولعله فكر أيضاً فيما سوف يجره ذلك من نزاع مع بيزنطية في المستقبل. ثم أرسل شرلمان عدة رسائل وبعوث إلى القسطنطينية يريد بها أن يأسو الجرح الذي أحدثته هذه الفعلة، وظل زمناً طويلاً لا ينتفع بلقبه الجديد؛ حتى كان عام 802 فعرض الزواج على إيريني ليكون ذلك وسيلة يجعل بها لقبيهما المشكوك فيهما شرعيين، ولكن سقوط إيريني عن عرشها أفسد هذه الخطة. وأراد بعد ذلك أن يقلل من خطر هجوم بيزنطية عليه فوضع خطة لعقد اتفاق ودي مع هارون الرشيد، وقد أيد هارون ما نشأ بينهما من حسن التفاهم بأن أرسل إليه عدداً من الفيلة ومفاتيح الأماكن المقدسة في بيت المقدس. وردّ الإمبراطور الشرقي على ذلك بأن شجع أمير قرطبة على عدم الولاء لبغداد، وانتهى الأمر في عام 812 حين اعترف إمبراطور الروم بشرلمان إمبراطوراً نظير اعترافه بأن البندقية وإيطاليا الجنوبية من أملاك بيزنطية.

## نتائج تتويج شرلمان
كان لتتويج شرلمان نتائج دامت ألف عام، فقد قوى البابوية والأساقفة إذ جعل السلطة المدنية مستمدة من الهبة الكنسية، وأتاحت حوادث عام 800 لجريجوري السابع وإنوسنت الثالث أن يقيما على أساسها كنيسة أقوى من الكنيسة السابقة، وقوت شرلمان على البارونات الغضاب وغيرهم لأنها جعلته ولياً لله في أرضه، وأيدت أعظم التأييد نظرية حق الملوك الإلهي في الحكم، ووسعت الهوة بين الكنيسة اليونانية والكنيسة اللاتينية، لأن أولاهما لم تكن ترغب في الخضوع إلى كنيسة رومانية متحالفة مع إمبراطورية منافسة لبيزنطية. ولقد كان استمرار شرلمان في اتخاذ آخن لا روما عاصمة له شاهداً على انتقال السلطة السياسية من بلاد البحر المتوسط إلى أوروبا الشمالية، ومن الشعوب اللاتينية إلى التيوتون.

## لويس الأول
قسم شرلمان إمبراطوريته الواسعة في عام 806 بين أولاده الثلاثة: بيبين، ولويس، وشارل. ولكن بيبين توفي عام 810، وشارل في عام 811، ولم يبق من هؤلاء الأبناء إلا لويس، وكان منهمكًا في العبادة انهماكًا بدا معه أنه غير خليق بأن يحكم عالماً مليئًا بالاضطراب والغدر. غير أن لويس الأول رغم هذا قد رفع خلال احتفال مهيب في عام 813 من رتبة ملك إلى إمبراطور ونطق المليك الشيخ قائلًا: «حمدًا لله يا إلهي إذ أنعمت عليَّ بأن أرى بعين ولدي يجلس على عرشي».
وبعد أربع سنين من ذلك الوقت أصيب الملك الشيخ وهو يقضي الشتاء في آخن بحمى شديدة نتج عنها التهاب البلورة، وحاول أن يداوي نفسه بالاقتصار على السوائل، ولكنه توفي بعد سبعة أيام من بداية المرض بعد أن حكم سبعاً وأربعين سنة وعاش اثنتين وسبعين (814)، ودفن تحت قبة كتدرائية آخن، مرتدياً أثوابه الإمبراطورية. وما لبث العالم كله أن أسماه "كارولس ماجنس" (Carolus Magnus) أو بالألمانية «كارل در جروسه» Karl der Große أو شرلمان (Charlemagne) أي شارل العظيم بالفرنسية.
خلف شرلمان بعد موته إبنُه لويس الورع والذي كان شرلمان قد سبق وتوجه على العرش.

## وصلات خارجية
- شارلمان على موقع الموسوعة البريطانية (الإنجليزية)
- شارلمان على موقع إن إن دي بي (الإنجليزية)

| سبقه رومولوس أوغستولوس | الإمبراطورية الرومانية المقدسة 800 - 814 مع لويس الأول (813-814) | تبعه لويس الأول |